# La Rue (Balthus)
Pour les articles homonymes, voir La Rue (homonymie).
La Rue est un tableau peint par Balthus en 1933.

## Historique
La Rue est intéressant à plusieurs égards : il fait preuve d'onirisme et de provocation tout en usant d'un formalisme classique qui évoque les grands noms de la Renaissance. D'autre part, son histoire est par elle-même emblématique de la trajectoire artistique de son auteur.
Exposé en 1934 à la galerie Pierre à Paris avec d'autres œuvres tout aussi provocatrices, telles que La Leçon de guitare (1934), il fut acheté par un collectionneur privé qui se trouva en butte à la censure de la douane, puis de ses voisins et enfin du musée auquel il en fit don.

## Postérité
Le tableau fait partie des « 105 œuvres décisives de la peinture occidentale » constituant le musée imaginaire de Michel Butor.